# Heterophyllium
Heterophyllium là một chi rêu trong họ Sematophyllaceae.